# Grindelia anethifolia
Grindelia anethifolia là một loài thực vật có hoa trong họ Cúc. Loài này được (Phil.) A. Bartoli & Tortosa mô tả khoa học đầu tiên năm 1998.